# 簡州
簡州（かんしゅう）は、中国にかつて存在した州。唐代から民国初年にかけて、現在の四川省成都市簡陽市一帯に設置された。

## 概要
620年（武徳3年）、唐により益州陽安県に簡州が置かれた。742年（天宝元年）、簡州は陽安郡と改称された。758年（乾元元年）、陽安郡は簡州の称にもどされた。簡州は剣南道に属し、陽安・平泉・金水の3県を管轄した。
宋のとき、簡州は成都府路に属し、陽安・平泉の2県を管轄した。
元のとき、簡州は成都路に属し、陽安・霊泉の2県を管轄した。
1373年（洪武6年）、明により簡州は廃止され、簡県と改められた。1513年（正徳8年）、簡県は簡州に昇格した。簡州は成都府に属し、資陽県1県を管轄した。
清のとき、簡州は成都府に属し、属県を持たない散州となった。
1912年、中華民国により簡州は廃止され、簡陽県と改められた。